# Fenmetrazin
Fenmetrazin je sympatomimetické stimulans centrálního nervového systému. V minulosti se prodával jako anorektikum pod obchodní značkou Preludin. Přípravek Preludin byl již stažen z trhu. Nejprve byl nahrazen slabším analogem fendimetrazinem (přípravek Bontril), ten se však nyní předepisuje jen zřídka, kvůli problémům se zneužíváním.
Mezi další používané názvy pro fenmetrazin patří defenmetrazin, oxazimedrin a fenmetralin. V bývalém Československu byla předepisována i jeho zesílená verze dexfenmetrazin, což je čistý dextroizomer (pravotočivý) fenmetrazinu.

## Název
Název fenmetrazin je odvozen z možného systematického chemického názvu této látky: fenylmethyltetrahydrooxazin.

## Lékařské použití
Při klinickém použití způsobuje fenmetrazin menší nervozitu, hyperexcitabilitu, euforii a nespavost než amfetaminy. Nemá tendenci zvyšovat tepovou frekvenci tolik, jako jiná stimulancia.
V Evropě byl fenmetrazin uveden do klinického užívání v roce 1954. Kvůli poměrně malým vedlejším účinkům je dobře tolerován dětmi, jak zjistila jedna studie. Ve studii účinnosti redukce váhy mezi fenmetrazinem a dextroamfetaminem byla zjištěna mírně vyšší účinnost fenmetrazinu.
I když výrobci tvrdili, že „je výjimečně bezpečný a s překvapivě nízkým výskytem vedlejších účinků“, objevila se během let hlášení o psychotických reakcích amfetaminového typu.

## Farmakologie
Účinek fenmetrazinu je založen na uvolňování noradrenalinu a dopaminu v centrálním nervovém systému.
Po orální aplikaci se okolo 70 % látky vyloučí z těla během 24 hodin. Kolem 19 % je vyloučeno v nezměněném stavu, zbytek jako různé metabolity.
Při pokusech na potkanech bylo zjištěno, že po podkožním podání jsou oba optické izomery fenmetrazinu rovnocenně účinné ve snižování příjmu potravy, ale při orální aplikaci je účinnější izomer levo (levotočivý). Ve smyslu centrální stimulace je však izomer dextro (pravotočivý) přibližně čtyřikrát účinnější při obou způsobech aplikace.

## Zneužívání
Někdo[kdo?] se domnívá, že fenmetrazin má větší potenciál pro vznik závislosti než amfetaminy. V mnoha zemích byl zneužíván, například ve Švédsku. Když došlo v 50. letech ve Švédsku k rozmachu zneužívání stimulancií, závislí preferovali fenmetrazin před amfetaminem a metamfetaminem, protože byl považován za skvělou drogu. V autobiografickém románu Rush (Opojení) popisovala autorka Kim Wozencraft nitrožilně aplikovaný fenmetrazin jako nejeuforičtější a nejvíce „prosexuální“ stimulancium, jaké užívala.
Fenmetrazin byl v roce 1959 ve Švédsku klasifikován jako narkotikum a v roce 1965 zcela stažen z trhu. Nejdříve byla nelegální poptávka uspokojována pašováním z Německa, později ze Španělska a Itálie. V první fázi se pašovaly tablety Preludinu, ale pašeráci záhy přešli na surový fenmetrazinový prášek. Nakonec převládl coby zneužívané stimulancium amfetamin, protože byl snáze dostupný.
Fenmetrazin užívali na počátku své kariéry i členové Beatles. Známým uživatelem byl Paul McCartney. McCartney začal svůj vstup do světa drog v německém Hamburku. Beatles museli hrát dlouhé hodiny a často dostávali Prellies (tablety Preludinu) od uklízečky, která jim uklízela pokoje, od německých zákazníků nebo od Astrid Kirchherr, (jejíž matka je kupovala). McCartney si vzal obvykle jednu tabletu, ale John Lennon si často bral čtyři nebo pět. Jak je u zneužívání stimulačních drog obvyklé, bylo užívání Preludinu členy skupiny popisováno jako řešení potřeby zůstat vzhůru a pokračovat v práci, místo pouhého rozhodnutí být v náladě.